# 지소례왕
지소례왕(支所禮王, 생몰년 미상)은 신라 전기의 왕족으로, 일성 이사금의 장인이며, 아달라 이사금의 외할아버지이다.
지소례왕이 갈문왕의 약칭인지 혹은 갈문왕이었다가 어느 시점에 다시 왕으로 격상, 추존된 것인지, 혹은 인근 부족국가의 군주였는지 여부는 다소 불확실하다. 학자 이기백은 같은 왕비의 친정아버지인 허루(許婁)가 갈문왕인데, 다른 기록에 허루갈문왕이 아니라 허루왕이라고 되어 있는 것을 근거로 지소례왕 역시 갈문왕의 칭호가 삭제된 것으로 보고 있다.

## 같이 보기
- 일성 이사금
- 지마 이사금